# Obbligazione amortising
Una obbligazione amortising è un titolo obbligazionario con un piano di ammortamento che offre la possibilità di rimborsare una parte del capitale annualmente.
Questa modalità di rimborso può costituire un vantaggio e uno svantaggio per l'investitore, in quanto se dà la garanzia di ricevere di ritorno una parte del capitale prima della scadenza naturale del prestito, negli anni sottrae capitale alla generazione di interessi.